# Wschowa (stacja kolejowa)
Wschowa – stacja kolejowa we Wschowie, w gminie Wschowa, w województwie lubuskim.

## Historia
W okresie międzywojennym była to niemiecka stacja graniczna. Stacja stanowiła lokalny węzeł kolejowy do 1990 roku, kiedy to zawieszono pociągi na linii do Lipinki Głogowskiej. Z peronu pierwszego odjeżdżały pociągi w kierunku Sławy, Konotopu i Sulechowa, z drugiego do Głogowa, Zielonej Góry, Leszna, Ostrowa Wlkp. i Warszawy. Budynek lokomotywowni został zaadaptowany do innych celów.

## Zawieszenie ruchu pasażerskiego
Pomiędzy 11 grudnia 2011 a 15 grudnia 2019 przez stację nie kursowały żadne pociągi pasażerskie. Jednym z powodów wycofania planowych pociągów był fakt, iż powiat wschowski leżący w województwie lubuskim znajduje się pomiędzy powiatami województw wielkopolskiego i dolnośląskiego. Rozbieżne stanowiska co do rozkładu, brak porozumienia dotyczącego partycypacji w kosztach oraz udostępnienia taboru stały się przyczyną zawieszenia przewozów na tej linii. Samorząd Wielkopolski zrezygnował z udostępniania taboru, a pozostałe dwa województwa nie wyraziły chęci przejęcia tego obowiązku. Zawieszenie pociągów pasażerskich spotkało się ze sporym niezadowoleniem miejscowej ludności, szeroko opisywanym w lokalnej prasie i portalach internetowych.

## Wznowienie ruchu
Przez lata podejmowane były próby wznowienia regularnych połączeń pasażerskich. Powiodły się dopiero po ośmiu latach wraz z wprowadzeniem nowego rocznego rozkładu jazdy 2019/2020. Odtąd przez Wschowę przejeżdża 6 par pociągów do Głogowa oraz Leszna, jedna para kursów wydłużona jest do Zielonej Góry. Połączenia obsługuje Polregio autobusami szynowymi stanowiącymi własność województwa lubuskiego.

## Stan budynku
Pomimo niezadowalającego stanu technicznego budynku dworca, nie przewiduje się obecnie jego remontu.

## Ruch pasażerski[3]
| Rok  | Wymiana pasażerska na dobę |
| ---- | -------------------------- |
| 2019 | 0-9                        |
| 2020 | 50-99                      |
| 2021 | 100-149                    |
| 2022 | 150-199                    |
| 2023 | 150-199                    |